# 現代洋子
現代 洋子（げんだい ようこ、1964年11月3日 - ）は、日本の漫画家。三重県四日市市出身。

## 概要
三重県立四日市南高等学校、早稲田大学第一文学部卒業。在学中は早稲田大学漫画研究会に所属。元々は漫画家希望ではなく、一条ゆかりに会えるという子供の頃からの夢もあり、雑誌編集者希望で、大学時代に1年間『漫画サンデー』編集部でアルバイトをしていた。編集者になるためにアピールするという目的で漫画を描いて投稿したところ、デビューが決まってしまったとインタビューで答えている。ペンネームの由来は投稿時、ペンネームを決める際に、そばに就職活動で希望であった出版社の受験向けに勉強していた際に利用していた、現代用語の基礎知識という本があったことからとされる。
1986年集英社「オールマーガレット新人まんが大賞」にて、準グランプリを受賞。同年、『ザ・マーガレット』で『19 1/2（ナインティーン・ハーフ）』でデビュー。集英社の女性向け漫画雑誌での連載が多いが、『コーラス』で「ともだちなんにんなくすかな♪」を連載していた際、小学館の編集者八巻和弘の誘いにより、男性向け漫画雑誌『ビッグコミックスピリッツ』に、著名人のインタビューを漫画にした「おごってジャンケン隊」を連載したことで、男性にも有名になった。
1998年「ともだちなんにんなくすかな♪」を通じて知り合った夫と結婚。現在、二女の母。夫の従妹が声優の倖月美和で、結婚式では司会を務めたとのこと。けらえいこは大学の先輩に当たる。
中日ドラゴンズ、水戸泉の大ファン。
容姿が光浦靖子に似ており、かつて「おごってジャンケン隊」に光浦がゲストでやってきた際には、光浦から借りた眼鏡をかけた現代の写真が掲載され、そのそっくり度合いがアピールされたこともある。

## 作品
- 人生で必要な英語はすべて病院で学んだ（挿絵担当、『週刊新潮』加藤友朗著）
- 右向け…左っ!!（マーガレットコミックス、全3巻、1988年、集英社）
- はためいわくな隣人（マーガレットコミックス、全1巻、1988年、集英社）
- TAD（マーガレットコミックス、全1巻、1989年、集英社）
- 街角の女神たち（マーガレットコミックス、全1巻、1989年、集英社）
- ブルーな彼氏に赤いバラ（マーガレットコミックス、全1巻、1990年、集英社）
- 放課後かれんだぁ（マーガレットコミックス、全1巻、1990年、集英社）
- 星降る夜はノストラダムス（マーガレットコミックス、全1巻、1991年、集英社）
- 東京バラッド（マーガレットコミックス、全3巻、1993年 - 1994年、集英社）
- 天職へのチャンピオン（KCキス、全1巻、1995年、講談社）
- バージン人生読本（KCキス、全1巻、1995年、講談社）
- ともだちなんにんなくすかな♪（ヤングユーコミックスワイド版、全2巻、1996年 - 1999年、集英社）
- 赤いヒモの伝説（ヤングユーコミックス、全1巻、1997年、集英社）
- 金の卵 銀の指輪（ヤングユーコミックス、全1巻、1998年、集英社）
- みそぢのこいぢをぢゃまするな（オフィスユーコミックス、全1巻、1998年、創美社）
- おごってジャンケン隊（SPIRITS COMICS SPECIAL、全5巻、1998年 - 2002年、小学館）
- おしゃぶりマンボ（ヤングユーコミックスワイド版、全1巻、2002年、集英社）
- 恋のふんころがし プラス げんちゃんてんこもり（クイーンズコミックスワイド版、全1巻、2003年、集英社）
- おむかえまで8時間（クイーンズコミックスワイド版、全2巻、2005年 - 2007年、集英社）
- 社長DEジャンケン隊（ビッグコミックススペシャル、全2巻、2005年 - 2006年、小学館）
- ハングリー!（クイーンズコミックスワイド版、全1巻、2008年、集英社）
- どうする?2人め-別キャラ姉妹の育て方（アキタエッセイコレクション、2008年、秋田書店）
- 三鷹の中心で「なう!」をつぶやく（2010年、小学館）
- 主婦40歳、復職めざしてます（2014年、KADOKAWA/メディアファクトリー)
- あおちんドキドキ一年生（小学一年生2009年4月号 - 2011年3月号[6]、小学館）保護者用綴じ込み付録の小冊子「ぺあくらぶ」に連載

## 出演
- 名探偵コナン（1999年、現代）